# Adam Kazimierz Czartoryski

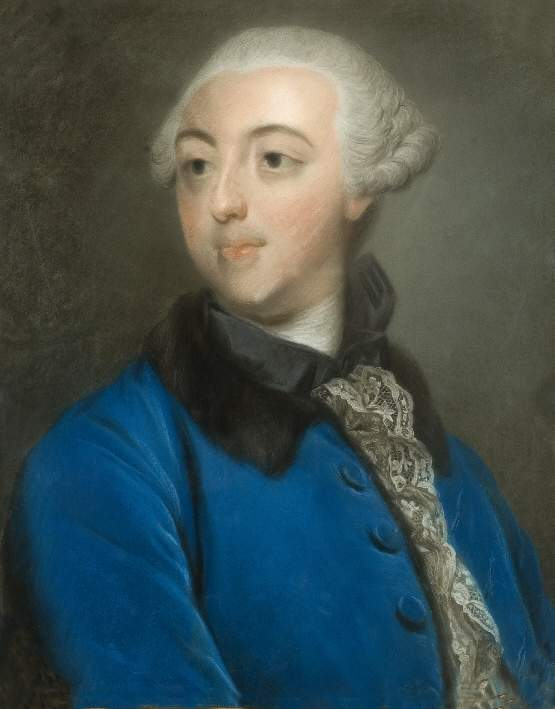
Ludwik Marteau, Adam Kazimierz Czartoryski

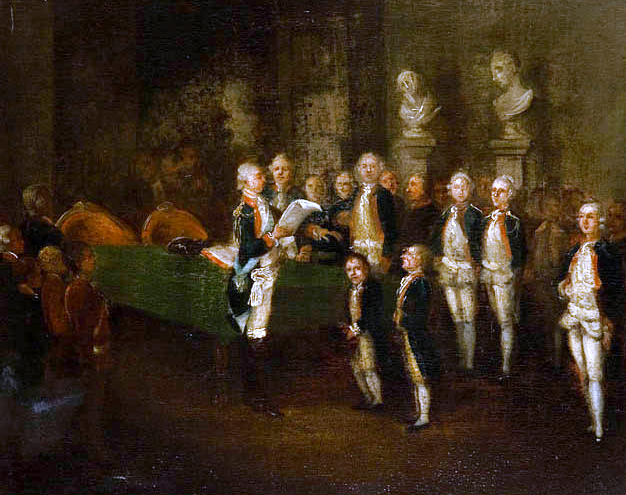
Jan Piotr Norblin, Książę Adam Kazimierz Czartoryski w Szkole Rycerskiej

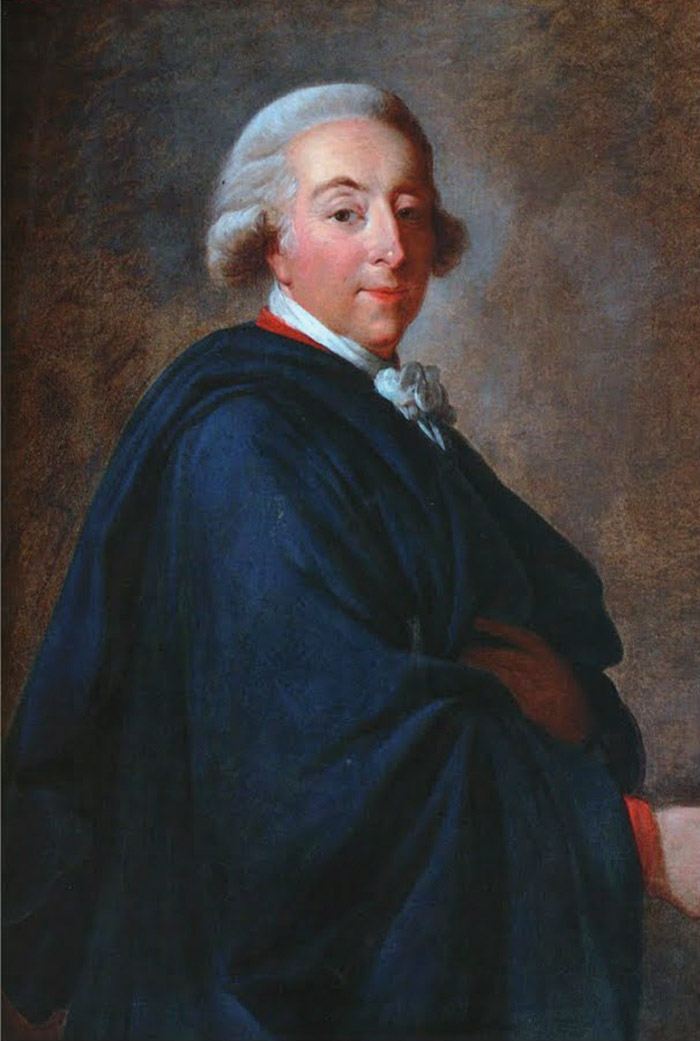
Élisabeth Vigée-Lebrun, Portret Adama Kazimierza Czartoryskiego z 1793 roku

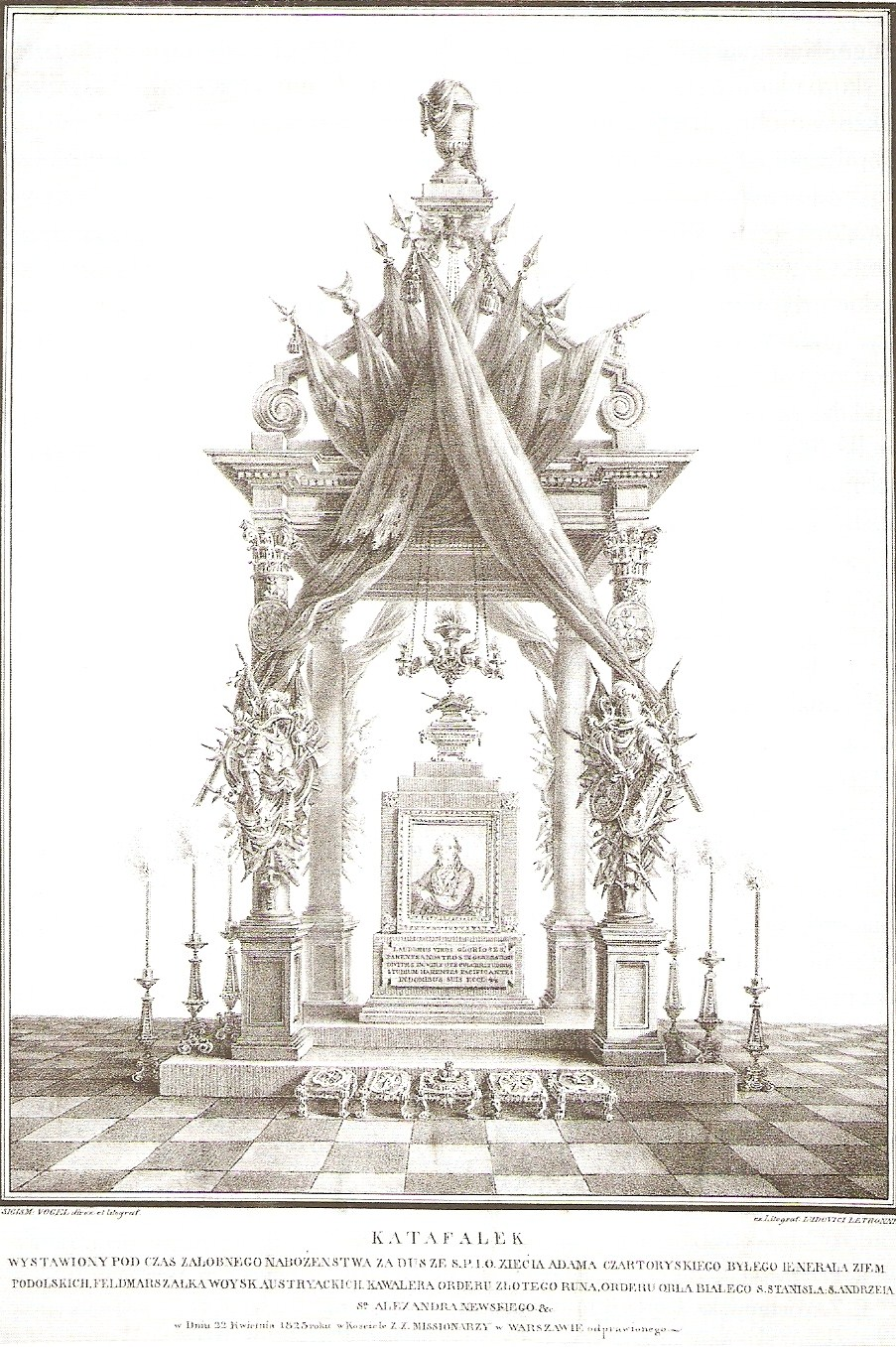
Zygmunt Vogel, Katafalk wystawiony podczas żałobnego nabożeństwa za duszę Adama Kazimierza Czartoryskiego w dniu 22 kwietnia 1823 roku

Adam Kazimierz Czartoryski książę na Klewaniu i Żukowie herbu Pogoń Litewska, pseud. i krypt.: A. C. G. Z. P. P.; Ad. Cz.; Daniel Belgram, kamerdyner J. K. Mci; W. Imci Pan Daniel Belgram, starosta malczewski; A. Dantiscus; Doświadczyński; Mikołaj Doświadczyński; Morzygodzina; Philhellène; Wincenty Turski; Theatralski(?), (ur. 1 grudnia 1734 w Gdańsku, zm. 19 marca 1823 w Sieniawie) – polski polityk, mąż stanu, dramatopisarz, krytyk literacki i teatralny, publicysta, mecenas sztuki, przywódca Stronnictwa Patriotycznego, feldmarszałek austriacki od 1805 roku, członek Komisji Edukacji Narodowej w latach 1773–1792, generał lejtnant komenderujący 1 i 2 Dywizją wojsk litewskich, szef Gwardii Pieszej Wielkiego Księstwa Litewskiego w latach 1765–1783, marszałek Trybunału Głównego Wielkiego Księstwa Litewskiego w 1782 roku.

## Życiorys
Był synem Augusta Aleksandra, wojewody ruskiego, i Marii Zofii Sieniawskiej (primo voto Denhoff). 
Jego żoną była Izabela z domu Flemming, z którą miał sześcioro dzieci, w tym Adama Jerzego i Konstantego Adama. 
Początki wykształcenia odebrał w domu pod okiem francuskich guwernerów, np. w latach 1740–1745 uczył go Louis-Adrien Duperron de Castera, komediopisarz i tłumacz. Od wczesnej młodości okazywał szczególne zainteresowanie zarówno literaturą starożytną, jak i dziejami Polski.
W roku 1752 wyjechał na dalsze studia do Drezna, Brukseli i Włoch (początkowo towarzyszył mu ochmistrz, eks-jezuita i awanturnik Monet). Trzy lata później (1755) pojechał z pierwszą misją dyplomatyczną do Wiednia.
Wybrany posłem na sejm 1756 roku z ziemi lwowskiej. Z woli ojca został wysłany w roku 1757 na dalsze nauki do Anglii. Po powrocie do Polski posłował na sejmy w latach: 1758, 1760 i 1762. W tym okresie (1758) został generałem ziem podolskich i przedstawicielem obozu reform. W roku 1759 wyjechał do Petersburga dla zjednania sobie poparcia politycznego dla familii Czartoryskich. Jego ojciec przygotowywał go do przyszłej roli króla polskiego. Poseł ziemi halickiej na sejm 1760 roku. W roku 1761 poślubił zamożną Izabelę Flemming. Jako poseł ziemi przemyskiej 29 kwietnia 1761 roku zerwał sejm nadzwyczajny. Poseł na sejm 1762 roku z ziemi przemyskiej.
Był marszałkiem sejmików województwa ruskiego w: 1761, 1764, 1766 roku.
20 kwietnia 1764 roku podpisał list dziękczynny do Katarzyny II za wprowadzenie wojsk rosyjskich po śmierci Augusta III. Był konsyliarzem konfederacji generalnej 1764 roku jako marszałek konfederacji generału ziem ruskich. W 1764 roku był elektorem Stanisława Augusta Poniatowskiego z województwa ruskiego, za co otrzymał Order św. Andrzeja. Był posłem na sejm koronacyjny 1764 roku z ziemi sanockiej. Na sejmie koronacyjnym 1764 roku wyznaczony ze stanu rycerskiego do Asesorii Koronnej. W 1765 roku był współzałożycielem Towarzystwa Literatów w Polszcze – pierwszego polskiego towarzystwo naukowego zajmującego się wydawaniem podręczników dla Szkoły Rycerskiej
W 1766 roku był posłem na Sejm Czaplica z powiatu żydaczowskiego. W załączniku do depeszy z 2 października 1767 roku do prezydenta Kolegium Spraw Zagranicznych Imperium Rosyjskiego Nikity Panina, poseł rosyjski Nikołaj Repnin określił go jako posła właściwego dla realizacji rosyjskich planów na sejmie 1767 roku, poseł litewski z Inflant na sejm 1767 roku. W roku 1767, jako poseł na sejm repninowski, wszedł w skład delegacji, wyłonionej pod naciskiem posła rosyjskiego Nikołaja Repnina, powołanej w celu określenia ustroju Rzeczypospolitej. Jeden z głównych, późniejszych przeciwników króla Stanisława Augusta Poniatowskiego wśród magnaterii.
W 1768 roku został mianowany komendantem Szkoły Rycerskiej. W 1769 roku był członkiem loży wolnomularskiej Trzech Braci. Został później członkiem Komisji Edukacji Narodowej. Członek Departamentu Wojskowego Rady Nieustającej w 1779 roku. Z Gdańskiem związany jako jeden z fundatorów obserwatorium astronomicznego na Biskupiej Górce założonego przez Nataniela Mateusza Wolfa. W 1782 roku był posłem na sejm z województwa wileńskiego. Sędzia sejmowy ze stanu rycerskiego w 1782 roku.
W latach 1788–1792 był posłem na Sejm Czteroletni z województwa lubelskiego. W 1791 był jednym z założycieli Zgromadzenia Przyjaciół Konstytucji Rządowej. 
Od 1802 do śmierci był szefem austriackiego Pułku Piechoty Nr 9.
28 czerwca 1812 został marszałkiem Konfederacji Generalnej Królestwa Polskiego. W 1764 odznaczony Orderem Orła Białego, w 1765 został kawalerem Orderu Świętego Stanisława, w 1762 odznaczony rosyjskim Orderem św. Andrzeja Apostoła Pierwszego Powołania, w 1808 cesarskim Złotego Runa i carskim orderem Świętej Anny. 
Właściciel ordynacji międzyrzeckiej. Administratorem majątków księcia Kazimierza Czartoryskiego był Jan Kanty Brandys.
Pod koniec życia wyjechał do Puław, a następnie do Sieniawy, skąd nigdy nie wrócił mimo nalegań Tadeusza Matuszewica. W 1812 roku podzielił swój majątek między swoje dzieci. Pochowany został w kościele św. Krzyża w Warszawie.

## Twórczość
Autor utworów dramatycznych, np. Panna na wydaniu (1771), Kawa (1779).

### Ważniejsze utwory
- Monitor, Gdańsk 1763, nr 1 (wyd. przed 7 sierpnia); nr 1–5 (po 11 września) przedr. wraz z podobiznami R. Kaleta: Monitor z r. 1763, w książce: R. Kaleta, Mieczysław Klimowicz: „Prekursorzy Oświecenia”, Wrocław 1953, IBL. Studia Historyczno-Literackie, t. 20, s. 161–168; nr 6 nieznany; nr 7 w zbiorach Starych Druków Ossolineum, podobiznę ogł. B. Górska: „Katalog czasopism XVI–XVIII w. w zbiorach Starych Druków Biblioteki Ossolineum”, Ze skarbca kultury 1963, zeszyt 15, pomiędzy s. 144–145, (autorstwo według L. Bernackiego i R. Kalety; J. Rudnicka zakłada autorstwo zbiorowe; miejsce druku ustalił J. Szczepaniec)
- Mowa J. O. Xcia Imci… marszałka sejmu konwokacyjnego miana przy pożegnaniu Stanów Skonfederowanych (Warszawa) 1764
- Panna na wydaniu. Komedia we 2 aktach, wyst. Warszawa około roku 1770 na scenie Korpusu Kadetów; Warszawa 1774 na scenie publicznej; wyd. Warszawa 1771; wyd. następne: Warszawa 1774; zob. Wydania zbiorowe; rękopis (autograf?) znajdował się w Rosyjskiej Publicznej Bibliotece w Petersburgu, sygn.: Pol. XIV, Q. 70; Pol. XIV, Q. 132; odpis znajduje się w Bibliotece PAN Kraków, sygn. 250; egz. edycji z roku 1774 z własnoręcznymi poprawkami autora z początku XIX w. znajduje się w Bibliotece Czartoryskich, sygn. 43343 i w Bibliotece Jagiellońskiej, sygn. 26328, (według D. Garrick: Miss in her Teens or the Medley of Lovers; dedykowane F. Ciszewskiemu)
- „Przedmowa do komedii: Panna na wydaniu”, przedr. L. Bernacki: Teatr, dramat i muzyka za Stanisława Augusta, t. 1, Lwów 1925, s. 19–47; autograf znajdował się w zbiorach Rosyjskiej Publicznej Bibliotece w Petersburgu, sygn.: Pol. XIV, Q. 70; egz. edycji z roku 1774 z poprawkami autora z początku XIX w. znajduje się w Bibliotece Czartoryskich, sygn. 43343 i w Bibliotece Jagiellońskiej, sygn. 26328, (rozprawa o sztuce dramatycznej)
- Suum cuique, brak miejsca wydania (1771?); wyd. następne:z rękopisu Ossolineum, sygn. 951/I ogł. R. Pilat Przegląd Polski, rocznik 4 (1869), t. 4, s. 417–436, jako utwór S. Konarskiego, (autorstwo niepewne, przypisywane początkowo Konarskiemu, następnie Czartoryskiemu – przy współautorstwie A. Naruszewicza; W. Konopczyński przypisuje je A. Zamoyskiemu)
- Dumny. Komedia z francuskiego teatru p. Neryko Detusz tłumaczona, z niektórymi do krajowych obyczajów odmianami, a przez młódź szlachecką w Korpusie Kadetów ćwiczącą się reprezentowana, w Warszawie na teatrze kadeckim r. 1773, brak miejsca i roku wydania, wyst. na warszawskiej scenie publicznej w 1774 pt. Hrabia Odętowski, rękopis: Biblioteka Czartoryskich, sygn. 2440, (według Ph. N. Destouches: Le Glorieux)
- „Katechizm moralny dla uczniów Korpusu Kadetów”, Zabawy Przyjemne i Pożyteczne 1774, t. 10, cz. 1; wyd. osobne pt. „Katechizm kadecki”, Warszawa 1774; wyd. następne: pt. „Katechizm moralny dla uczniów Korpusu Kadetów. Definicje różnych cnót towarzyskich i przepisy wewnętrznej karności Korpusu”, Warszawa 1774; pt. „Definicje…”, Warszawa 1790; Wilno 1791; pt. „Katechizm kadecki”, Warszawa (XVIII w.); brak miejsca wydania (XVIII w.); pt. „Prawidła moralne dla Szkoły Rycerskiej”, Warszawa 1824; pt. „Katechizm rycerski”, wyd. H. Mościcki, Warszawa 1916, Biblioteka Uniwersytetu Ludowego i Młodzieży Szkolnej nr 177; Warszawa 1925; fragmenty przedr. Bogdan Suchodolski: Idee społeczne doby stanisławowskiej, Warszawa 1948, s. 197–201
- Gracz. Komedia w 5 aktach z francuskiego pa. Reniard wytłumaczona, wyst. Warszawa 1774, wyd. (Warszawa 1774?); wyd. następne: „nowa edycja” Warszawa 1775; zob. Wydania zbiorowe; egz. edycji z roku 1775 z własnoręcznymi poprawkami autora (do sceny 8. aktu II) z początku XIX wieku w Bibliotece Czartoryskich, sygn. 39643, (według J. F. Régnard: Le Joueur)
- Bliźnięta. Komedia w 5 aktach, przetłumaczona z francuskiego p. Reniard, wyst. i wydana: Warszawa 1775, (według J. F. Régnard: Les Ménechmes ou les jumeaux)
- „Obowiązki studenckie przez pytania i odpowiedzi w Departamencie Województw Ruskich”, Zabawy Przyjemne i Pożyteczne 1775, t. 11, cz. 1; wyd. osobne: brak miejsca wydania 1775
- Mniejszy koncept jak przysługa. Komedia we 3 aktach przez Daniela Belgrama, przez kamerdynera J. K. Mci, wyst. Warszawa 1777, wyd. Warszawa (1777); rękopis pisany kilku rękami (od s. 34–63 ręką F. Zabłockiego) w Bibliotece Czartoryskich, sygn. 2487; egz. pierwodruku z własnoręcznymi poprawkami autora (od sceny 3. aktu II do sceny 6. aktu III) z początku XIX wieku w Bibliotece Jagiellońskiej, sygn. 71551, (tytuły wymienne: Pysznoskąpski; Mniejszy koncept jak przysługa, czyli Pysznoskąpski)
- Kopia listu IMĆ Pana Doświadczyńskiego do przyjaciela radzącego się względem wyprawienia dzieci do cudzych krajów, Warszawa 1778 (3 wydania), przedr. w: Listy Imci Pana Doświadczyńskiego, Warszawa 1782, (razem z: Drugi list…, List trzeci…, List czwarty…)
- Kawa. Komedia w 1 akcie, Warszawa 1779, fragmenty przedr. Z. Florczak, L. Pszczołowska: Ludzie Oświecenia o języku i stylu, t. 2, Warszawa 1958, egz. pierwodruku z własnoręcznymi poprawkami autora z początku XIX wieku w Ossolineum, sygn. XVIII-5636-III
- "Przedmowa do komedii: Kawa” (w formie listu do J. Szymanowskiego), przedr.: L. Bernacki: Teatr, dramat i muzyka za Stanisława Augusta, t. 1, Lwów 1925, s. 157–165; Z. Florczak, L. Pszczołowska: Ludzie Oświecenia o języku i stylu, t. 1, Warszawa 1958
- List IV. O dramatyce, wyd. w dodatku do Kawa. Komedia w 1 akcie, przedr. L. Bernacki: Teatr, dramat i muzyka za Stanisława Augusta, t. 1, Lwów 1925, s. 166–166c.
- Kalendarz teatrowy dla powszechnej narodu polskiego przysługi dany na rok przestępny 1780, Warszawa (1779); fragmenty przedr. L. Bernacki Exlibris 1920; całość przedr. L. Bernacki: Teatr, dramat i muzyka za Stanisława Augusta, t. 1, Lwów 1925, s. 169–194; egz. unikatowy pierwodruku w Bibliotece Uniwersytetu Warszawskiego, (autorstwo sporne: Czartoryskiemu przypisywał je Estreicher i Bernacki w r. 1920; Bernacki w r. 1925 i M. Rulikowski później przeciwstawili się temu twierdzeniu)
- Drugi list IMĆ Pana Doświadczyńskiego do przyjaciela swego względem edukacji córek, Warszawa 1781, przedr. w: Listy Imci Pana Doświadczyńskiego, Warszawa 1782, (razem z: Kopia listu…, List trzeci…, List czwarty…); fragmenty przedr.: S. Tync: „Komisja Edukacji Narodowej”, Wrocław (1954), Biblioteka Narodowa, seria I, nr 126; Z. Florczak, L. Pszczołowska: Ludzie Oświecenia o języku i stylu, t. 2, Warszawa 1958
- Mowa podczas reasumpcji Trybunału w Grodnie 1 maja 1781 przez… miana, brak miejsca wydania (1781)
- List trzeci Doświadczyńskiego (do przyjaciela), zawierający w sobie myśli względem sposobów prowadzenia młodzieży aplikującej się do palestry, Wilno 1782, przedr. w: Listy Imci Pana Doświadczyńskiego, Warszawa 1782, (razem z: Kopia listu…, Drugi list…, List czwarty…)
- List czwarty Doświadczyńskiego do syna przyjaciela swego donoszącego mu, że został obrany deputatem, Wilno 1782, przedr. w: Listy Imci Pana Doświadczyńskiego, Warszawa 1782, (razem z: Kopia listu…, Drugi list…, List trzeci…)
- List Mikołaja Doświadczyńskiego pisany do Teodora Weichardta do Tulczyna radząc jemu, aby się ożenił z Nipuanką, Warszawa 1787, (odpowiedź na broszurę T. Weichardta: Przyczyny, dla których się nie żenię, brak miejsca wydania 1787)
- Przymówienie się J. Oś. Kscia Jmci… w Izbie Senatorskiej na pierwszej sesji sejmowej d. 6 października 1788, brak miejsca i roku wydania, (w czasie Sejmu Czteroletniego wyd. osobno również inne mowy dat.: 20 października 1788, 19 stycznia 1789, 7 października 1790)
- Wypis z Kroniki Witykinda tłomaczony przez Grzegorza a Słupia, decretorum doctora, opata świętokrzyskiego, który żył około roku 1375, z autografu w bibliotece na Łysej Górze znajdującego się, brak miejsca wydania (około roku 1790); wyd. następne (jako utwór F. S. Jezierskiego) w: „F. S. Jezierski: Wybór pism”, oprac. Zdzisław Skwarczyński, Warszawa 1952, (wyd. 1 anonimowe; autorstwo sporne, Czartoryskiemu przypisuje je E. Kipa)
- Krótkie uiwadomienie o celu i umyśle, w którym jest pisany romans Tom-Dżon, wyd. w książce: „H. Fielding: Podrzutek, czyli historia Toma-Dżona”, t. 1, Warszawa 1793, (tłum. F. Zabłocki)
- Koczyk pomarańczowy. Komedia w 1 akcie, powst. po roku 1798, wyst. Sieniawa, kwiecień 1818; z rękopisu wyd. Z. Zahrajówna; 2 rękopisy z poprawkami Czartoryskiego w Bibliotece Czartoryskich, sygn. 2934, 3108, (według J. A. Ségur: Le Cabriolet jaune), autorstwo sporne: K. Kotowski przypisuje je F. Bernatowiczowi; Z. Zahrajówna ustaliła je na rzecz Czartoryskiego
- Myśli o pismach polskich, z uwagami nad sposobem pisania w rozmaitych materiach, powst. 1801, wyd. Wilno 1801 (właściwie 1810); wyd. następne: Wilno 1812[29]; wyd. K. J. Turowski, Kraków 1860, Biblioteka Polska, zeszyt 10–11
- Mowa… miana na pierwszej sesji dnia 26 czerwca r. 1812 w Senacie. Tegoż mowa w Izbie poselskiej miana…, brak miejsca wydania 1812, (z tegoż sejmu wyd. osobne: 2-krotnie Głos… z 28 czerwca
- „Słowniczek wyrazów polskich znaczących narzędzie muzyczne niegdyś w wojskowym i pokojowym używaniu będące. Słowniczek wyrazów przyjętych do mowy polskiej ze wschodnich języków. Słowniczek niektórych wyrazów polskich mniej używanych”, Czasopism Nauk. Księgozbioru Publ. im. Ossolineum 1828, zeszyt 1–3.

Ponadto Czartoryski wydawał odezwy. Artykuły i drobne utwory zamieszczał w czasopismach: Monitor 1763, Pamiętnik Warszawski (1809, m.in. pod pseud. „Morzygodzina”), Zabawy Przyjemne i Pożyteczne (1774–1775). Jest także wysuwany na autora Monitora 1766, nr 65, podpisanego pseud. „Theatralski”. Ponadto E. Kipa przypisuje mu autorstwo broszur: Rozmowa Solona z Kadym, (Warszawa 1790); Fragment z rękopisma arabskiego, brak miejsca wydania (1791).

### Przekłady
- F. Juvenel de Carlencas: Historia nauk wyzwolonych, przez… francuskim językiem pisana, na polski przełożona ad usum Korpusu Kadetów JKMci, Warszawa 1766, (przy końcu każdego rodzaju nauk dodana jest krótka wiadomość o Polakach „w tej mierze naukami zaszczyconych”); Czartoryski jest autorem przedmowy i rozdziału o języku polskim; autorstwo tłumaczenia sporne: według Jochera i Estreichera tłumaczem jest jezuita W. Górski, wydawcą A. K. Czartoryski
- J. Choisnin: O elekcji Henryka Walezjusza na króla polskiego. Pamiętniki Jana Szoanę, sekretarza Mąluka, biskupa Walencji i radcy tajnej rady królewskiej XVI w. Przełożył z francuskiego Wincenty Turski, Wilno 1818, (z przedmową tłumacza)
- Hātifī: Fragment tiré d'un roman persan intitulé: Les Amours de Léili et Medznoun, par le poète Hitifi, wyd. w: „J. U. Niemcewicz: Pisma różne…”, t. 2, Warszawa 1805, s. 336.

### Prace edytorskie
- F. Juvenel de Carlencas: Historia nauk wyzwolonych, przez… francuskim językiem pisana, na polski przełożona ad usum Korpusu Kadetów JKMci, Warszawa 1766, (wydano na rozkaz i z poprawkami A. K. Czartoryskiego dla Szkoły Rycerskiej).

### Wydania zbiorowe
- Komedie, oprac. Z. Zahrajówna, Warszawa 1955, Teatr Polskiego Oświecenia, (zawartość: Panna na wydaniu. Komedia we 2 aktach; Gracz. Komedia w 5 aktach z francuskiego pa. Reniard wytłumaczona; Mniejszy koncept jak przysługa. Komedia we 3 aktach przez Daniela Belgrama, przez kamerdynera J. K. Mci; Kawa. Komedia w 1 akcie; Koczyk pomarańczowy. Komedia w 1 akcie).

### Listy i materiały
- Do Granda z lat 1770–1774, wyd. T. Wierzbowski: Materiały do dziejów piśmiennictwa polskiego, t. 2, Warszawa 1904.
- Do P. N. Kreczetnikowa z 23 października 1775, rękopis w Instytucie Literatury Rosyjskiej, Leningrad, oddz. rękopisów (zbiór 93, rejestr 3, nr 1371).
- Do J. Przybylskiego z lat 1776–1800, rękopis: Biblioteka Jagiellońska, sygn. 148.
- Do I. Potockiego, rękopis w Archiwum Głównym Akt Dawnych (Archiwum Wilanowskie, sygn. 279, zbiór listów z lat 1783–1792).
- Do Seweryna Rzewuskiego z lat 1786–1788, rękopisy: Wojewódzkie Archiwum Państwowe Kraków (Archiwum Podhoreckie, sygn. II 2/21).
- Do Aleksandry z Lubomirskich Potockiej z roku 1791, rękopis: Archiwum Główne Akt Dawnych (Archiwum Wilanowskie, sygn. 293).
- Do A. Potockiego, rękopis: Archiwum Główne Akt Dawnych (Archiwum Wilanowskie, sygn. 286, zbiór listów z lat 1795–1827).
- Do nieznanego adresata (J. Maja?) z 11 maja 1798 i 9 listopada 1800, z rękopisu Biblioteki Czartoryskich, sygn.: Ew. XVII/599; wyd. Z. Florczak, L. Pszczołowska: Ludzie Oświecenia o języku i stylu, t. 1, Warszawa 1958
- Korespondencja z S. B. Lindem z lat 1801–1804, z rękopisów korzystał i drobne fragmenty ogł. J. Michalski: „Spór o koncepcję słownika Lindego”, Studia i Materiały z Dziejów Nauki Polskiej, t. 2, Warszawa 1954; rękopisy: Biblioteka Czartoryskich, sygn.: Ew. 590 (Archiwum Domowe nr 22); Biblioteka Jagiellońska, sygn. 3468.
- Do M. Ch. J. Pougensa z: 8 października i 27 grudnia 1801, 12 lipca 1802; rękopis: Biblioteka Czartoryskich, sygn. 594 (Archiwum Domowe).
- Do J. S. Bandtkiego z roku 1802, rękopis: Biblioteka Jagiellońska, sygn. 1874.
- Do syna, Adama Jerzego, parę listów, m.in. z roku 1802, ogł. S. Duchińska w zbiorze: „Listy Izabeli Czartoryskiej do starszego syna, księcia Adama”, Kronika Rodzinna 1886–1887 i wyd. osobne: Kraków 1891.
- Do S. R. Woroncowa z lat 1803–1814, rękopis w Instytucie Historii Akademii Nauk ZSRR, Leningrad (dział 479, Polonia nr 52, sygn. 1227/512).
- Do Jana Śniadeckiego z roku 1804, ogł. M. Baliński: Pamiętniki o Janie Śniadeckim, t. 2, Wilno 1865
- Do Jana Śniadeckiego z lat 1804–1810, do Aleksandra I z roku 1808, do Rady Konfederacji Generalnej Królestwa Polskiego z roku 1812, do L. Wirtemberskiego, J. Zawadzkiego, A. J. Czartoryskiego; ogł. L. Dębicki: Puławy, t. 1–4, Lwów 1887–1888; fragm. 2 listów do syna z lat 1799–1800 przedr. Z. Florczak, L. Pszczołowska: Ludzie Oświecenia o języku i stylu, t. 1, Warszawa 1958.
- Korespondencja z J. Zawadzkim z lat 1805–1817, wyd. T. Turkowski: Materiały do dziejów literatury i oświaty na Litwie i Rusi, t. 1–2, Wilno 1935–1937.
- Do J. P. Norblina z 3 lipca 1806 i 1 maja 1808, do M. Norblinowej z 1 lipca 1806; ogł. Lamus 1910, t. 2, zeszyt 8
- Korespondencja z W. Jonesem, wyd. L. Teignmouth: Memoirs of the Life, Writings and Correspondence of S. W. Jones, t. 1–2, Londyn 1807 (t. 1, s. 293–300; t. 2, s. 178–180).
- Do Jędrzeja Śniadeckiego z lat: 1807, 1822; rękopis: Biblioteka Jagiellońska, sygn. 3513; fragmenty ogł. A. Wrzosek Krytyka Lekarska 1905.
- Do J. Lelewela z 16 grudnia 1808, ogł. Czas 1861, nr 292–293.
- Do J. Lelewela z 30 grudnia 1808 i odpowiedź Lelewela (1808–1809), ogł. T. Modelski Ateneum Wileńskie 1926, zeszyt 3/4, s. 593–609; odb. Wilno 1930.
- Od A. Osińskiego 5 listów z lat 1810–1817, do J. Twardowskiego z roku 1823; ogł. E. Woroniecki Kwartalnik Historyczny Nauki i Techniki 1959, nr 4.
- Do F. Karpińskiego z 27 listopada 1811, wyd. T. Mikulski, R. Sobol w: „Korespondencja F. Karpińskiego”, Wrocław 1958, Archiwum Literatury, t. 4.
- Do J. Kruszyńskiego z 29 kwietnia 1812, ogł. K. W. Wójcicki: Cmentarz Powązkowski pod Warszawą, t. 1, Warszawa 1855, s. 118.
- Do K. Koźmiana 8 listów z lat 1812–1813 i brak daty, rękopis: Biblioteka PAN Kraków, sygn. 2031, t. 1, k. 3–10; list z 12 czerwca 1813, ogł. A. E. Koźmian: Wspomnienia moje, t. 1, Poznań 1867, s. 125.
- Korespondencja z T. Czackim i J. U. Niemcewiczem, rękopis: Biblioteka Czartoryskich, sygn.: Ew. XVII/1109 (Archiwum Domowe)
- Korespondencja A. K. Czartoryskiego, t. 1: A–G; t. 2: H–L; t. 3: M–P, (m.in. z: J. Albertrandim, M. Badenim, M. Bacciarellim, F. Bentkowskim, A. Czarnockim, F. K. Dmochowskim, J. Dzierzkowskim, J. W. Goethem, J. Lelewelem, J. Lipińskim, L. Lipińskim, S. Kłokockim, T. Morskim, T. Matuszewiczem, T. Mostowskim, A. Mostowską, A. Naruszewiczem, P. Norblinem, J. M. Ossolińskim, J. Poniatowskim, Ch. Pougensem, I. i J. Potockimi), rękopisy: Biblioteka Czartoryskich, sygn.: Ew. 589–591 (Archiwum Domowe nr 21–23).
- Korespondencja z różnymi osobami, rękopisy: Biblioteka Czartoryskich, sygn.: 27–28, 478–479, 659, 698, 719, 799, 1198, 3468, 5783 i in.
- Od Stanisława Augusta z 12 października 1768, ogł. L. Bernacki Pamiętnik Literacki, rocznik 26 (1929), s. 425–426.
- Od A. Naruszewicza z 6 lipca 1768 i 5 kwietnia 1781, wyd. J. Platt w: Korespondencja A. Naruszewicza, Wrocław 1959
- Od I. Czartoryskiej z lat 1772–1819, rękopis: Biblioteka Czartoryskich, sygn.: Ew. 623 (Archiwum Domowe nr 55), stąd też list z kwietnia 1772, ogł. B. Zaleski: Żywot ks. A. J. Czartoryskiego, t. 1, Poznań 1881, s. 156–157.
- Od G. Piramowicza z roku 1779, rękopis w Archiwum Głównym Akt Dawnych (Archiwum Wilanowskie, sygn. 279b/I).
- Od F. Bohomolca, rękopis: Biblioteka Czartoryskich, sygn. 782
- Korespondencja z A. J. Czartoryskim, rękopis: Biblioteka Czartoryskich, sygn.: Ew. 3212; fragm. listów z lat 1784–1821 ogł. L. Dębicki: Puławy, Lwów 1888, t. 1, s. 63–81; t. 2, s. 182–184, 233–243, 323–341.
- Od J. U. Niemcewicza z lat 1793–1806, fragmenty ogł. L. Dębicki: Puławy, t. 3, Lwów 1888, rozdz. 5 – list z 6 lutego 1798, rękopis: Biblioteka Narodowa, sygn. 2674, ogł. A. Wellman-Zalewska w wyd. J. U. Niemcewicz: Podróże po Ameryce, Wrocław 1959, s. 431–434. – bruliony listów z roku około 1804, rękopis: Biblioteka Narodowa, nr akc. 6939 (Archiwum Wilanowskie, sygn. 216).
- Od Goltza z Włoch do X. A. Cz., z 19 marca 1794, ogł. Dziennik Warszawski 1827, t. 7, s. 155–168.
- Od J. M. Ossolińskiego z roku 1803, ogł. J. Kallenbach Przegląd Współczesny 1928, nr 73, s. 177–181.
- Od: S. Kłokockiego z 3 kwietnia 1804, T. Mostowskiego z 8 listopada 1804 i J. Lipińskiego z 23 stycznia 1806; ogł. J. Platt Ze skarbca kultury 1960, zeszyt 1, (z rękopisów zapisanych w Korespondencji A. K. Czartoryskiego, t. 1: A–G; t. 2: H–L; t. 3: M–P).
- Od Jana Śniadeckiego z lat 1808–1811, wyd. M. Baliński: Pamiętniki o Janie Śniadeckim, t. 2, Wilno 1865.
- Od I. Bykowskiego z 7 maja 1811, wyd. T. Mikulski: Ze studiów nad Oświeceniem (Warszawa 1956), s. 511–516.
- Od A. Hoffmanna z lat: 1811–1813, 1815; z rękopisów: Biblioteki Czartoryskiej, sygn. 2458, 2910 i Wojewódzkiego Archiwum Państwowego na Wawelu, sygn. 5456 wyd. M. Bylicka, S. Pigoń; w zbiorze: „Miscellanea z doby Oświecenia”, Wrocław 1960, Archiwum Literatury, t. 5.
- Od: J. S. Bandtkiego z 24 grudnia 1812; J. Sołtykowicza z lat 1811–1812; P. Kicińskiego z 20 grudnia 1812; rękopis: Biblioteka Czartoryskich (Archiwum domowe, sygn. 597).
- Od F. Karpińskiego z 24 sierpnia 1813, wyd. T. Mikulski, R. Sobol w: „Korespondencja F. Karpińskiego”, Wrocław 1958, Archiwum Literatury, t. 4.
- Materiały, rękopisy: Biblioteka Czartoryska, sygn. 1905–1911 „Papiery rodzinne”; niektóre pisma wyd.: L. Dębicki: Puławy, t. 1–4, Lwów 1887–1888; L. Bernacki: Teatr, dramat i muzyka za Stanisława Augusta, t. 1–2, Lwów 1925 (tu także podobizny autografu).
- A. Czartoryskiego i Ignacego Potockiego projekty urządzenia wychowania publicznego, wyd. S. Kot Epoka wielkiej reformy, Lwów 1923 i odb.